# 461 Ocean Boulevard
461 Ocean Boulevard ist das zweite Studioalbum des britischen Gitarristen Eric Clapton. Es erschien 1974 und belegte Platz eins der amerikanischen Albumcharts.

## Hintergrund
Nach der Auflösung von Derek and the Dominos 1971 stürzte Eric Clapton in eine zwei Jahre anhaltende Isolation, bedingt durch seinen massiven Konsum von Heroin. Während dieser Zeit trat Clapton bis 1974 nicht öffentlich auf, abgesehen vom Konzert für Bangladesch (1971) und dem Rainbow Concert (1973), und nahm auch kein Material mehr auf. Erst nachdem ihm Pete Townshend geholfen hatte, nach einer Entziehungskur wieder musikalisch aktiv zu werden, war Clapton in der Lage, erneut zu arbeiten. Er ging nach Miami und begann dort in entspannter Atmosphäre mit einer neuen Band zu spielen.
Zu dieser Zeit wohnte er etwa einen Monat in Golden Beach, Florida, 461 Ocean Boulevard, jenem Haus, nach dem das Album benannt und das auf dem Albumcover abgebildet ist. Während der Aufnahmearbeiten hörte George Terry, den Clapton als Gitarristen für das Album engagiert hatte, Songs der Gruppe The Wailers. Spontan wurde deren Lied I Shot the Sheriff gecovert, das ein Hit wurde und auch Bob Marleys Karriere förderte. I Shot the Sheriff war Claptons einziger Nummer-1-Hit in den Billboard Hot 100.

## Titelliste der LP und CD
| Original-LP Seite 1 1. Motherless Children (arr. von Clapton, Carl Radle) – 4:55 2. Give Me Strength (Clapton) – 2:51 3. Willie and the Hand Jive (Johnny Otis) – 3:31 4. Get Ready (Clapton, Yvonne Elliman) – 3:50 5. I Shot the Sheriff (Bob Marley) – 4:30 Seite 2 1. I Can’t Hold Out (Elmore James) – 4:10 2. Please Be With Me (Charles Scott Boyer) – 3:25 3. Let It Grow (Clapton) – 4:57 4. Steady Rollin’ Man (Robert Johnson) – 3:14 5. Mainline Florida (George Terry) – 4:05 | Erste CD-Veröffentlichung 1. Motherless Children (arr. von Clapton, Radle) – 4:55 2. Better Make It Through Today (Clapton) – 4:07 (aus There’s One in Every Crowd) 3. Willie and the Hand Jive (Otis) – 3:31 4. Get Ready (Clapton, Elliman) – 3:47 5. I Shot the Sheriff (Marley) – 4:25 6. I Can’t Hold Out (James) – 4:14 7. Please Be With Me (Boyer) – 3:26 8. Let It Grow (Clapton) – 5:00 9. Steady Rollin’ Man (Johnson) – 3:14 10. Mainline Florida (Terry) – 4:09 11. Give Me Strength (Clapton) – 2:54 |

## Titelliste der USA SACD 2004
| 1. Motherless Children (arr. von Clapton, Radle) – 4:55 2. Give Me Strength (Clapton) – 2:54 3. Willie and the Hand Jive (Otis) – 3:31 4. Get Ready (Clapton, Elliman) – 3:47 5. I Shot the Sheriff (Marley) – 4:25 6. I Can’t Hold Out (James) – 4:14 7. Please Be With Me (Boyer) – 3:26 8. Let It Grow (Clapton) – 5:00 9. Steady Rollin’ Man (Johnson) – 3:14 10. Mainline Florida (Terry) – 4:09 11. Walkin’ Down the Road (Musgrave, Levine) – 5:17 12. Ain’t That Loving You (Jimmy Reed) – 5:30 13. Meet Me (Down at the Bottom) (Willie Dixon) – 6:59 |

## Titelliste der Deluxe-Edition
| Disc 1 1. Motherless Children (arr. von Clapton, Radle) – 4:55 2. Give Me Strength (Clapton) – 2:54 3. Willie and the Hand Jive (Otis) – 3:31 4. Get Ready (Clapton, Elliman) – 3:47 5. I Shot the Sheriff (Marley) – 4:25 6. I Can’t Hold Out (James) – 4:14 7. Please Be With Me (Boyer) – 3:26 8. Let It Grow (Clapton) – 5:00 9. Steady Rollin’ Man (Johnson) – 3:14 10. Mainline Florida (Terry) – 4:09 11. Walkin’ Down the Road (Musgrave, Levine) – 5:17 12. Ain’t That Loving You (Jimmy Reed) – 5:30 13. Meet Me (Down at the Bottom) (Willie Dixon) – 6:59 14. Eric After Hours Blues (Clapton) – 4:23 15. B Minor Jam (Clapton) – 7:11 | Disc 2 1. Smile (Charlie Chaplin, Geoffrey Parsons, John Turner) – 4:39 2. Let It Grow (Clapton) – 6:23 3. Can’t Find My Way Home (Steve Winwood) – 4:49 4. I Shot the Sheriff (Marley) – 7:49 5. Tell the Truth (Clapton, Bobby Whitlock) – 7:03 6. The Sky Is Crying (James) Have You Ever Loved a Woman (Myles) Rambling On My Mind (Johnson) – 7:23 7. Little Wing (Jimi Hendrix) – 6:49 8. Singin’ the Blues (McCreary) – 7:42 9. Badge (Clapton, George Harrison) – 8:36 10. Layla (Clapton, Jim Gordon) – 5:26 11. Let It Rain (Bonnie Bramlett, Clapton) – 6:33 - Aufzeichnung 4. und 5. Dezember 1974 im Hammersmith Odeon, London. |

## Titelliste der Expanded-Edition
| Disc 1 1. Motherless Children – 4:53 2. Give Me Strength – 2:54 3. Willie And The Hand Jive – 3:32 4. Get Ready – 3:47 5. I Shot The Sheriff – 4:27 6. I Can’t Hold Out – 4:14 7. Please Be With Me – 3:26 8. Let It Grow – 5:01 9. Steady Rollin’ Man – 3:15 10. Mainline Florida – 4:08 11. Ain’t That Lovin’ You – 5:33 12. Meet Me (Down At The Bottom) – 6:58 13. Lonesone Road Blues (Walkin’ Down The Road) – 5:16 14. Getting Acquainted – 6:27 15. Getting Acquainted 2 (Too Late) – 4:19 16. Eric After Hours Blues – 4:24 17. Please Be With Me (Acoustic) – 3:25 18. Give Me Strength (Dobro 1) – 3:29 |

## Gastmusiker und Produktion
Al Jackson, Jr. spielte Schlagzeug auf der Aufnahme von „Give Me Strength“. Albhy Galuten war am Synthesizer, Piano und Clavichord für das Album zuständig. Als Background Sänger erscheinen sowohl Tom Bernfield als auch Marcy Levy auf den Aufnahmen. Levy spielte ebenfalls Mundharmonika. Der Produzent des Albums war Tom Dowd. Bill Levenson produzierte die Deluxe Edition. Als Toningenieure waren Ron Fawcus, Andy Knight und Karl Richardson tätig.

## Rezeption
Allmusic-Kritiker Stephen Thomas Erlewine beschrieb, dass 461 Ocean Boulevard eine „entspannte, freundliche Atmosphäre mit starkem Blueseinfluss“ aufweist. Er vergab viereinhalb der fünf möglichen Bewertungseinheiten für das Album. Das Album belegte Platz eins der Billboard 200, Platz drei der britischen und Platz elf der deutschen Albumcharts. Die Singleauskopplung I Shot the Sheriff erreichte Platz 1 der Billboard Hot 100, Platz vier der deutschen Singlecharts, Platz neun der britischen Singlecharts, positionierte sich auf Rang 19 der Ö3 Austria Top 40, belegte Platz 33 der R&B-Singles-Chart und erreichte Gold-Status in den USA. Die Single Willie and the Hand Jive erreichte Platz 26 der US-amerikanischen Singlecharts und blieb neun Wochen in den Charts.

## Auszeichnungen für Musikverkäufe
| Land/Region                  | Auszeichnungen für Musikverkäufe (Land/Region, Auszeichnung, Verkäufe) | Verkäufe  |
| ---------------------------- | ---------------------------------------------------------------------- | --------- |
| Dänemark (IFPI)              | Platin                                                                 | 100.000   |
| Japan (RIAJ)                 | —                                                                      | 70.000    |
| Vereinigte Staaten (RIAA)    | Platin                                                                 | 1.000.000 |
| Vereinigtes Königreich (BPI) | Gold                                                                   | 100.000   |
| Insgesamt                    | 1× Gold · 2× Platin ·                                                  | 1.270.000 |

Hauptartikel: Eric Clapton/Auszeichnungen für Musikverkäufe